# Jorge Loring Miró
Jorge Loring Miró S.J. (Barcelona, 30 de septiembre de 1921-Málaga, España; 25 de diciembre de 2013) fue un sacerdote jesuita y ensayista español, con formación en el campo de la ingeniería y especializado en apologética. Fue un gran defensor de la Sábana Santa y de la vida, y colaborador del canal católico EWTN.

## Biografía

### Familia
Era bisnieto del ingeniero Jorge Loring y Oyarzábal, nombrado primer marqués de Casa Loring por la reina Isabel II, y Vizconde de la Caridad y la Encomienda por el Papa Pío IX. Era hijo de Jorge Loring Martínez, ingeniero de caminos, inventor y pionero de la aviación española, asesinado en Madrid pocos meses después del inicio de la Guerra civil española. También era sobrino del ingeniero Fernando Loring Martínez, amigo y colaborador de san Manuel González García en su etapa como obispo de Málaga.

### Primeros años y formación
Jorge Loring Miró nació en Barcelona en 1921. Era hijo de Montserrat Miró y Jorge Loring. Estudió 6 años en el Colegio Nuestra Señora del Pilar, de los marianistas de Madrid. En el verano de 1936, durante la Guerra Civil, milicias republicanas asesinaron a su padre en Madrid. Entonces se trasladó a Málaga, donde estudió el bachillerato en el Colegio San Estanislao de Kostka, para luego regresar a Madrid y cursar la carrera de ingeniería en la Escuela Técnica Superior de Ingeniería (ICAI).
En 1941 ingresó en el noviciado de la Compañía de Jesús en El Puerto de Santa María, donde permanece como novicio de 1941 a 1946. De 1946 a 1949 cursó estudios de Filosofía en Chamartín de la Rosa. De 1949 a 1951, por su formación universitaria en el campo de la ingeniería, fue destinado como profesor de Matemáticas, Física y Química en el colegio Villasís-Portaceli de Sevilla. De 1951 a 1955 cursó estudios de Sagrada Teología en Granada.
Fue ordenado sacerdote en 1954, a la edad de 33 años.

### Vida sacerdotal y religiosa
De 1955 a 1956 ejerció su ministerio en la residencia de Huelva y en el Centro de Estudios Politécnicos “Madre de Dios”. Entre 1964 y 1966 sirvió como misionero rural en las factorías navales de Cádiz y en Montilla, Córdoba. Permaneció en Cádiz más de 50 años, ejerciendo el apostolado entre los más necesitados.
Trabajó como escritor y conferencista en televisión, radio y otros medios. Su obra más conocida se titula "Para Salvarte", que ha alcanzado la edición número sesenta y tres, superando el millón de ejemplares vendidos en España, siendo editado también en México, Ecuador, Perú, Chile, EE. UU., Egipto, Israel, Rusia, etc. Además, fue llevado a la televisión con el programa homónimo que fue emitido por el canal católico EWTN.

## Reconocimientos
- Hijo adoptivo de la ciudad de Cádiz.[8]

## Obras
- 2013, Para salvarte: Enciclopedia del católico del siglo XXI, Editorial San Pablo, 62.ª Edición. ISBN 978-84-39871-76-7
- 1975, Testimonio, 778 pág; Autores Católicos Escogidos; 55.ª Edición.
- 1999, Motivos Para Creer, Editorial Planeta, S.A. (Barcelona). ISBN 84-08-02021-8
- 2002, Los Evangelios. 2000 Dudas Resueltas, Planeta Pub Corp. ISBN 84-08-04467-2
- 2003, La Sábana Santa, dos mil años después (enero de 2003), Editorial Planeta. ISBN 978-84-08029-59-5
- 2010, Más de 200 respuestas a preguntas que usted se ha hecho sobre la fe, la moral y la doctrina católica, Editorial Libros Libres. ISBN 978-84-96471-51-1
- Forja de Jesuitas, Editorial Spiritus Media.
- 1979, La autenticidad de la Sabana Santa de Turín. Ediciones Crespo, 1ª Edición Madrid enero.